# Classification de Sudarsky
La classification de Sudarsky a été proposée en 2000 puis développée en 2003 par David Sudarsky et al., de l'université d'Arizona à Tucson, dans le but de prévoir l'apparence des planètes géantes gazeuses en fonction de leur température d'équilibre. Cette classification ne concerne que les planètes géantes gazeuses, sur la base de modèles numériques reposant sur les types d'atmosphères les plus probables pour ce genre de corps décrites notamment par les espèces chimiques et les profils de température et de pression correspondant à l'irradiance reçue par la planète estimée en fonction de son orbite et des caractéristiques de son étoile. Elle ne peut donc pas décrire les planètes telluriques telles Vénus et la Terre ni les planètes géantes de glaces comme Uranus ou Neptune, qui sont de nature physicochimique différente.

## Approche théorique
L'apparence des exoplanètes nous est très largement inconnue, la plupart d'entre elles étant par nature très différentes de tous les corps que nous connaissons dans le Système solaire, à l'instar des planètes de type Jupiter chaud, Neptune chaud ou Jupiter excentrique par exemple. Néanmoins, la surface des planètes qui offrent la particularité de transiter devant leur étoile peut être grossièrement cartographiée par spectrométrie infrarouge et/ou visible, comme l'ont été HD 189733 b, qui s'est révélée être de couleur bleu marine avec un albédo de Bond de 0,14, et GJ 504 b, qui apparaît pour sa part être de couleur rose. La plupart des exoplanètes qui transitent devant leur étoile sont de type Jupiter chaud.

## Classification
La classification de Sudarsky consiste en cinq classes numérotées de I à V par température d'équilibre croissante :

### ClasseI: température inférieure à 150 K, nuages d'ammoniac, albédo de Bond de 0,57

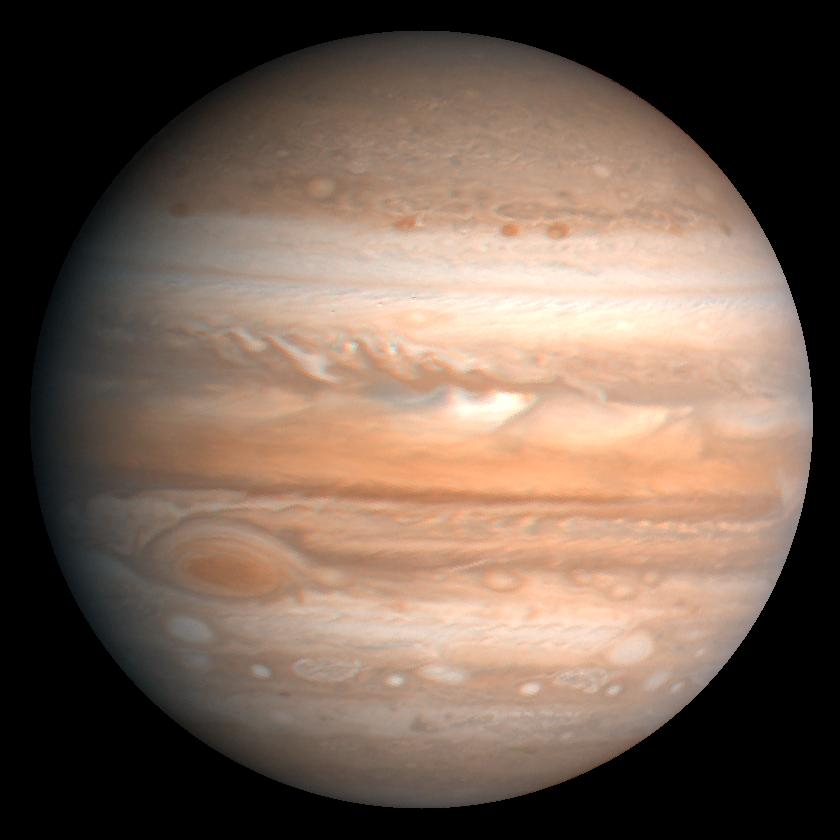
Jupiter, planète de classe.

Caractérisées par une température inférieure à 150 K (−125 °C), ces planètes présenteraient des nuages d'ammoniac NH3, leur albédo de Bond autour d'une étoile telle que le Soleil valant typiquement 0,57. De telles planètes seraient très difficiles à découvrir avec les méthodes actuelles de détection des exoplanètes car elles ne pourraient exister qu'autour d'étoiles trop froides pour pouvoir être étudiées ou alors autour d'étoiles plus chaudes mais à de trop grandes distances de ces dernières pour provoquer sur elles un décalage spectral par effet Doppler-Fizeau décelable par la méthode des vitesses radiales. Les seules planètes de classe I identifiées par Sudarsky et al. en 2000 étaient en fait Jupiter et Saturne, dont l'albédo de Bond vaut respectivement 0,343 et 0,342 : la différence d'avec la valeur calculée par Sudarsky et al. pourrait s'expliquer au moins partiellement par les nuages colorés et plutôt sombres de condensats de phosphore et de tholins dans l'atmosphère de Jupiter et de Saturne, qui ne sont pas pris en compte dans les modèles.

### ClasseII: température inférieure à 250 K, nuages d'eau, albédo de Bond de 0,81
Caractérisées par une température inférieure à 250 K (−25 °C), ces planètes présenteraient des nuages de glace d'eau H2O, leur albédo de Bond autour d'une étoile telle que le Soleil valant typiquement 0,81. L'atmosphère de ces planètes serait constituée avant tout d'hydrogène, avec peut-être des molécules hydrogénées telles que du méthane. 47 Ursae Majoris b et upsilon Andromedae d étaient proposées comme planètes de classe II par l'article de Sudarsky et al.

### ClasseIII: température comprise entre 350 et 800 K, pas de nuages, albédo de Bond de 0,12
Caractérisées par une température comprise entre 350 K et 800 K (75 °C et 525 °C), ces planètes auraient l'apparence de globes d'aspect quasiment uniforme car dépourvus de nuages en raison de l'absence d'espèces chimiques susceptibles de se condenser massivement. Leur couleur dominante serait vraisemblablement entre le bleu et le vert du fait de la diffusion Rayleigh dans le méthane CH4, à l'instar d'Uranus et Neptune, rendant ces planètes relativement sombres, leur albédo de Bond autour d'une étoile telle que le Soleil valant typiquement 0,12. Au-dessus de 700 K (425 °C), des sulfures et des chlorures formeraient des nuages de type cirrus. Gliese 876 b et upsilon Andromedae c étaient proposées comme planètes de classe III dans l'article de Sudarsky et al.

### ClasseIV: température supérieure à 900 K, nuages de métaux alcalins, albédo de Bond de 0,03
Caractérisées par une température supérieure à 900 K (625 °C), ces planètes, de type Jupiter chaud, présenteraient des nuages de métaux alcalins, essentiellement de sodium et de potassium, ainsi que des bancs de nuages de silicates et de fer dans les basses couches de leur atmosphère. Le carbone y serait présent sous forme de monoxyde de carbone CO et non plus de méthane CH4, contrairement aux planètes de classes I à III, plus froides. Les planètes de classe IV auraient un albédo de Bond calculé autour d'une étoile telle que le Soleil de l'ordre de 0,03 en raison de l'absorption par les métaux alcalins. 55 Cancri b était proposée comme planète de classe IV dans l'article de Sudarsky et al. HD 209458 b, alias « Osiris », pourrait également être une planète de classe IV, avec une température de 1 130 K (855 °C) et un albédo géométrique de l'ordre de 0,03, peut-être en raison de nuages très absorbants de monoxyde de titane TiO et de monoxyde de vanadium VO à l'instar des naines rouges de type spectral M.

### ClasseV: température supérieure à 1 400 K, nuages de silicates, albédo de Bond de 0,55
Caractérisées par des températures supérieures à 1 400 K (1 125 °C), ou bien des températures plus basses si leur gravité est inférieure à celle de Jupiter, des bancs de nuages de silicates et de fer se formeraient jusque dans les couches superficielles de l'atmosphère. Leur albédo de Bond calculé autour d'une étoile telle que le Soleil serait de l'ordre de 0,55. Du fait de leur température particulièrement élevée, de telles planètes rougeoieraient par rayonnement thermique dans le spectre visible (loi du déplacement de Wien). 51 Pegasi b était proposée comme planète de classe V dans l'article de Sudarsky et al.

## Tableau récapitulatif
|                         | Classe I         | Classe II         | Classe III        | Classe IV       | Classe V    |
| Illustration (Célestia) |                  |                   |                   |                 |             |
| Température             | < 150 K          | < 250 K           | 350 - 800 K       | > 900 K         | > 1 400 K   |
| Nuages                  | ammoniac         | eau               | sans              | métaux alcalins | silicates   |
| Albédo de Bond          | 0,57             | 0,81              | 0,12              | 0,03            | 0,55        |
| Exemples de membres     | Jupiter, Saturne | 47 UMa b, υ And d | GJ 876 b, υ And c | ?               | 51 Pegasi b |